# Walter Bordoni
Walter Bordoni (19 de julio de 1962, Montevideo) compositor, cantante, pianista y guitarrista de música popular uruguaya.

## Trayectoria

### Comienzos artísticos
Sus primeros cursos de piano comenzaron a la edad de 5 años. Posteriormente continuó sus estudios de forma autodidacta en guitarra. Hacia 1980 recibe instrucción en distintas áreas como armonía tradicional de parte de Yolanda Rizzardini, piano clásico a cargo de Raquel Boldorini y piano (música popular, jazz e improvisación) de parte de Coco Fernández. También recibe cursos de guitarra impartidos por Luis Trochón, Fernando Yáñez y de guitarra y armonía por Esteban Klísich. Finalmente, también participó en un taller de composición y análisis musical con Coriún Aharonían y un Curso de letras de canciones con Eduardo Darnauchans.
En 1987 participó en la 5.ª y última edición del Festival de La Paz, obteniendo los premios al “mejor solista” y “mejor canción inédita”. Este evento significó un importante ámbito de promoción y difusión de artistas nuevos, entre cuyos ganadores se contaron a Gabriela Posada, Claudio y Rossana Taddei, entre otros. El jurado de esta edición estuvo constituido por importantes figuras del medio artístico uruguayo, como Washington Benavides, Eduardo Darnauchans, Esteban Klísich y Pablo Estramín, entre otros.
En esta época integra junto a otros jóvenes artistas el “Taller de Músicos El Sótano”, participando en distintos espectáculos organizados por el mismo.

### El gol de la valija
En 1990 obtiene una mención especial en la categoría Inéditos, en el “1.er Certamen Municipal de Producción Musical”. Al año siguiente, el sello Ayuí / Tacuabé edita su primer larga duración, titulado “El gol de la valija y otros cuentos”, el cual logró una buena recepción de público y crítica.

Podría apostar a la futura producción de Walter Bordoni. Acá hay como un ajuste de cuentas con sus raíces y sus maestros. Explorando dentro de sí, descarnando algo más sus textos y manteniendo esa garra interpretativa, que es poderosa sin descartar la ternura y la prolijidad, su aporte podría crecer a la altura de los más interesantes de la nueva música nacional.

### Flor nueva de películas viejas
Su segundo disco es lanzado al mercado en 1994 bajo el título “Flor nueva de películas viejas”. La crítica especializada lo valoró como uno de los mejores trabajos de música uruguaya, al mismo tiempo que posicionó al autor entre los más importantes intérpretes y compositores del Uruguay.

Walter Bordoni entra con el CD Flor nueva de películas viejas por la puerta grande de la cancionística urbana montevideana. Frágil, la obra de Bordoni encanta, y se corre a veces hacia el blues, otras a la balada, pero siempre narrando canciones que de una y otra manera dibujan una cosmovisión del treintaypico montevideano.

### Aguafuertes Montevideanas

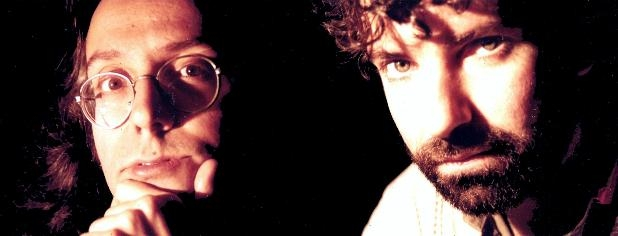
Walter Bordoni junto a Gastón Rodríguez.

Alrededor de 1994 comienza junto a Gastón Rodríguez, un proyecto artístico llamado "Aguafuertes Montevideanas", el cual incluyó la realización de video-clips, páginas web, actuaciones en vivo en distintos puntos del país y la grabación del CD homónimo que fue editado en 1997. El mismo fue aclamado por el público y la crítica, consolidándose con el paso del tiempo en una de las obras más importantes de la música popular uruguaya de los últimos 15 años.

Walter Bordoni y Gastón Rodríguez abren un mundo de paisajes de poesía urbana que no cae en lugares comunes. "Aguafuertes montevideanas" es un disco importante en la canción montevideana, en un momento de poco recambio para varias generaciones de músicos. Bordoni y Rodríguez muestran en este disco un fuerte planteo estético y buenas canciones y, junto a Jorge Drexler, son los que más han sacado cabeza de su generación.

...el disco que acaban de presentar es fundamentalmente un trabajo muy profesional, con un sonido óptimo, con una originalísima presentación gráfica...

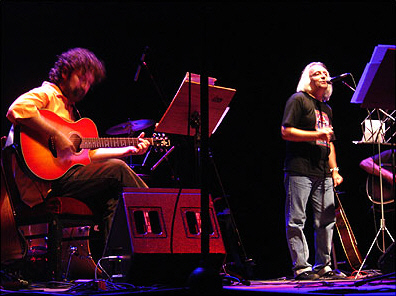
Los dos músicos en una de las presentaciones de Aguafuertes montevideanas.

...un disco sensible que navega al límite entre las referencias literarias que quizás conocen pocos pero también las referencias populares más conocidas por muchos...

...estos dos artistas han creado esta maravilla que acaba de lanzar el sello Ayuí - Tacuabé.

Bien recibido por la crítica y la porción de público afín a la propuesta, “Aguafuertes montevideanas” tiene varias virtudes: la estatura poética, el desarrollo musical de los temas allí donde habitualmente casi todos los creadores los dan por concluidos y dos canciones que van a resistir el paso del tiempo: "Apolo 11" y "La cita". Walter Bordoni y Gastón Rodríguez ha producido uno de los discos más importantes de la música popular uruguaya de los últimos 15 años.

En este trabajo pueden apreciarse influencias compartidas por los autores, entre las que pueden identificarse a Dylan, Beatles y Rolling Stones y artistas uruguayos como Darnauchans o Cabrera.

### Barrio virtual
Posteriormente conforma un nuevo grupo de apoyo integrado por los músicos Fernando Goicochea, Guzmán Peralta, Popo Romano y Luis Jorge Martínez. La banda, llamada “La virtual”, realizó su presentación en el mes de septiembre en una sala de teatro montevideana.
En noviembre de 2000 participa en el certamen convocado por AGADU “Tango Uruguayo para el Siglo XXI”, siendo seleccionado entre los 10 finalistas del mismo.
Junto a la Orquesta Filarmónica de Montevideo dirigida por el Mtro. Federico García Vigil, brinda un espectáculo en la Sala Zitarrosa al final de dicho certamen, en el cual canta su tango Música de bandoneón.
Para su cuarto álbum, editado dos años más tarde, el artista cuenta con el apoyo de su banda a la que se suma la participación de Sergio Tubovitz y la intervención de varios músicos reconocidos del ámbito cultural uruguayo, como Hugo Fattoruso, Gastón Ciarlo “Dino”, Gastón Rodríguez y Lobo Núñez junto a su trío de tambores. El mismo, titulado “Barrio virtual” fue grabado en Estudios del Cordón por Luis Restuccia.

[...]En Barrio virtual, ya de entrada con “Lo que se espera de mí”, Bordoni lanza una suerte de antimanifiesto para establecer su postura frente al mundo. Quizá sin proponérselo, el artista creo un disco que bien podría servir de crónica de las últimas décadas. Por sus melodías desfilan una y otra vez diferentes personajes que han marcado la vida de muchos, situaciones con las que muchos podrían identificarse. Hay también una especie de bronca contenida bajo la superficie, la rabia de alguien que, por razones cronológicas, llegó tarde a muchos lugares y ha tratado desde entonces, armado de sus canciones, de alcanzar el tren del tiempo."

### Alter
Su último disco “Alter”, fue editado en noviembre de 2006. El mismo, grabado en vivo abarca muchos de las canciones más representativas de su carrera, así como temas y relatos inéditos. Los músicos invitados que participaron de este espectáculo fueron Alejandro Ferradás, Tabaré Rivero, Guzmán Peralta, Darío Iglesias, Gastón Ciarlo y Gastón Rodríguez. Entre los temas inéditos se encuentra uno en coautoría con Eduardo Darnauchans.

### Los Kafkarudos
En forma paralela a su actividad solista, Bordoni integra el grupo "Los Kafkarudos", junto a Gastón Ciarlo "Dino", Alejando Ferradás, Tabaré Rivero y Eduardo Darnauchans (fallecido antes de la edición de su primer álbum). En octubre de 2007 sale a la venta su álbum "Volumen II", cuyo repertorio estuvo integrado por canciones compuestas especialmente para esta obra. La misma contó con el apoyo instrumental de Shyra Panzardo en bajo, Leonardo Baroncini en batería y Ernesto Palmera en violín y la participación del poeta Macunaíma leyendo textos de su autoría.

### 2011 al presente
En 2011 el trovador cambia de sello discográfico, pasando a revistar en el catálogo de Bizarro Records. Ese mismo año edita su sexto álbum solista, "La cifra infinita". Por ese trabajo obtuvo tres nominaciones en los Premios Graffiti y una en los Premios Iris.
En 2014 publica la antología "Talismanes y espejismos", CD y DVD grabado en vivo durante el ciclo Autores en vivo organizado por Agadu. Como track extra aparece una versión del tema Aguafuertes montevideanas cantada por Eduardo Darnauchans. En este mismo año Bordoni edita Penúltima apuesta, su primer libro de cuentos
En 2017 sale a la venta "El hogar de los distintos", octavo álbum solista del trovador montevideano. Este trabajo también obtiene dos nominaciones en los Premios Graffiti (mejor álbum de rock y pop alternativo y mejor solista masculino). Asimismo, uno de sus temas (Informe sobre indeseables) es mencionado como una de las mejores canciones del año por  parte de la prensa especializada
En 2018, se edita en Brasil "Cançao contaminada", álbum de Bebeto Alves y O Blackbagual. En ese trabajo aparecen (cantadas en castellano) las dos primeras coautorías de Bebeto con Bordoni: Quimera y Bajo la misma ciudad.
Finalmente, en 2020 el sello Bizarro edita su noveno álbum como solista: "Bajo la misma ciudad". El álbum, producido por Santiago Peralta, contiene coautorías con Bebeto Alves (Brasil), Omar Giammarco (Argentina), Jorge Galemire y Santiago Peralta (Uruguay) más una serie de canciones compuestas en letra y música por Bordoni.

## Videos
- Aguafuertes montevideanas (cámara y edición Gabriel Arrieta y Diego Spilak. 1997)
- A contramano (Serie Ayuí / Tacuabé – Teveciudad. 2005)
- La canción de los leprosos (con Tabaré Rivero. Extraído del álbum Alter, grabado en vivo. Montevideo 2006)
- The End (con Gastón Ciarlo "Dino". Extraído del álbum Alter, grabado en vivo. Montevideo 2006)
- Antes del fin (guion, dibujos y animación: Icodemon.com: Laura Bervejillo y Pablo Bachs excepto dibujo del personaje central creado por Maca. Canción incluida en su disco "La cifra infinita". Bizarro Records. 2011)
- La balada del siete de marzo (Dirigido por Álvaro García Illarze. Canción incluida en su disco/dvd "Talismanes y espejismos". Bizarro Records. 2014)
- Aguafuertes montevideanas (Dirigido por Álvaro García Illarze. Canción incluida en su disco/dvd "Talismanes y espejismos". Bizarro Records. 2014)
- Informe sobre indeseables (Dirigido por Álvaro García Illarze. Canción incluida en su disco "El hogar de los distintos". Bizarro Records. 2017)

## Discografía
- El gol de la valija y otros cuentos (Ayuí / Tacuabé a/e89. 1991)
- Flor nueva de películas viejas (Ayuí / Tacuabé ae129cd. 1994)
- Aguafuertes montevideanas (junto a Gastón Rodríguez. Ayuí / Tacuabé ae177cd. 1997)
- Barrio Virtual  (Ayuí / Tacuabé ae237cd. 2002)
- Alter (Ayuí / Tacuabé ae307cd. 2006)
- La cifra infinita (Bizarro Records 4949-2. 2011)
- Talismanes y espejismos  (Bizarro Records CD+DVD 5929-2. 2014)
- El hogar de los distintos  (Bizarro Records 6873-2. 2017)
- Bajo la misma ciudad  (Bizarro Records 7703-2. 2020)
- Promesas, memorias y algunos olvidos  (Bizarro Records / Yaugurú CD+LIBRO.  2023)

### Con Los Kafkarudos
- Volumen II Bizarro Records. 2007)

### Colaboraciones
- Debes esforzarte más (Eduardo Rivero y Lavanda Elástica. Ayuí / Tacuabé  1996)
- Surnacimientos (Gastón Rodríguez. Ayuí / Tacuabé 2002)
- El ángel azul (Eduardo Darnauchans. Ayuí / Tacuabé 2005)
- Los naipes de Espartaco (Gastón Rodríguez. Ayuí / Tacuabé 2006)
- Souvenirs (Darío Iglesias. Ayuí / Tacuabé  2007)
- Libre (Valeria Lima. Mmg 2008)
- Vivo y suelto (Gastón Ciarlo "Dino". Sondor 2010)
- Intemperie (Alejandro Ferradás. Bizarro 2014)
- Setiembre (Valeria Lima. Mmg 2014)
- Memorias nuevas (Gastón Ciarlo "Dino". Fans de la Música 2017)
- Dino y sus Ciarlobacterias (Gastón Ciarlo "Dino". Little Butterfly Records 2021)

### Reediciones y recopilaciones
- Los Ramonteros (disco que contuvo temas de Esteban Klísich y Gastón Rodríguez. Ayuí / Tacuabé pd 2012. 1999)
- Montevideo en canciones (Montevideo Capital Iberoamericana de Cultura Ayuí / IMM. 2013)
- Haciendo Memoria - 20 canciones - 20a Marcha del Silencio (Madres y Familiares de Uruguayos Detenidos Desaparecidos 2015)

## Libros
- Penúltima apuesta  (Yaugurú 2014)
- Promesas, memorias y algunos olvidos (Bizarro Records / Yaugurú (Todos los gallos están despiertos, Quinta Serie # 40) CD+LIBRO Agosto 2023